# Варан на Грей
Варан на Грей (Varanus olivaceus) е вид влечуго от семейство Варанови (Varanidae). Видът е световно застрашен, със статут Уязвим.

## Разпространение и местообитание
Разпространен е във Филипините.